# 2e étape du Tour de France 2016
Pour un article plus général, voir Tour de France 2016.
La 2e étape du Tour de France 2016 se déroule le dimanche 3 juillet 2016 entre Saint-Lô et Cherbourg-en-Cotentin sur une distance de 183 kilomètres.

## Parcours
Cette étape de plat disputée intégralement dans la manche comporte 3 côtes de 4e catégorie dans les 50 premiers kilomètres. L'arrivée à Cherbourg réserve deux surprises avec la côte de la Glacerie (3e catégorie, 1,9 km à 6,5%) dont le sommet est à 1,5 km de l'arrivée puis une côte de 700m à 5,7% pour franchir la ligne.

## Résultats

### Classement de l'étape
| \| Classement de l'étape \| Classement de l'étape \| Classement de l'étape \| Classement de l'étape \| Classement de l'étape \| \| Coureur \| Coureur \| Pays \| Équipe \| Temps \| \| --------------------- \| --------------------- \| --------------------- \| --------------------- \| --------------------- \| \| 1er \| Peter Sagan \| Slovaquie \| Tinkoff \| 4 h 20 min 51 s \| \| 2e \| Julian Alaphilippe \| France \| Etixx-Quick Step \| + 0 s \| \| 3e \| Alejandro Valverde \| Espagne \| Movistar Team \| + 0 s \| \| 4e \| Dan Martin \| Irlande \| Etixx-Quick Step \| + 0 s \| \| 5e \| Michael Matthews \| Australie \| Orica-BikeExchange \| + 0 s \| \| 6e \| Wilco Kelderman \| Pays-Bas \| LottoNL-Jumbo \| + 0 s \| \| 7e \| Tony Gallopin \| France \| Lotto-Soudal \| + 0 s \| \| 8e \| Greg Van Avermaet \| Belgique \| BMC Racing Team \| + 0 s \| \| 9e \| Bauke Mollema \| Pays-Bas \| Trek-Segafredo \| + 0 s \| \| 10e \| Christopher Froome \| Royaume-Uni \| Team Sky \| + 0 s \| |                    |             |                    |                 |
| |                    |             |                    |                 |
| Source : ProCyclingStats |                    |             |                    |                 |
| Classement de l'étape |                    |             |                    |                 |
| Coureur | Coureur            | Pays        | Équipe             | Temps           |
| 1er | Peter Sagan        | Slovaquie   | Tinkoff            | 4 h 20 min 51 s |
| 2e | Julian Alaphilippe | France      | Etixx-Quick Step   | + 0 s           |
| 3e | Alejandro Valverde | Espagne     | Movistar Team      | + 0 s           |
| 4e | Dan Martin         | Irlande     | Etixx-Quick Step   | + 0 s           |
| 5e | Michael Matthews   | Australie   | Orica-BikeExchange | + 0 s           |
| 6e | Wilco Kelderman    | Pays-Bas    | LottoNL-Jumbo      | + 0 s           |
| 7e | Tony Gallopin      | France      | Lotto-Soudal       | + 0 s           |
| 8e | Greg Van Avermaet  | Belgique    | BMC Racing Team    | + 0 s           |
| 9e | Bauke Mollema      | Pays-Bas    | Trek-Segafredo     | + 0 s           |
| 10e | Christopher Froome | Royaume-Uni | Team Sky           | + 0 s           |

### Points attribués
| Sprint intermédiaire - Portbail (km 107,5) | Sprint intermédiaire - Portbail (km 107,5) | Sprint intermédiaire - Portbail (km 107,5) | Sprint intermédiaire - Portbail (km 107,5) | Sprint intermédiaire - Portbail (km 107,5) |
| ------------------------------------------ | ------------------------------------------ | ------------------------------------------ | ------------------------------------------ | ------------------------------------------ |
|                                            | Coureur                                    | Pays                                       | Équipe                                     | Point(s)                                   |
| 1er                                        | Cesare Benedetti                           | Italie                                     | Bora-Argon 18                              | 20                                         |
| 2e                                         | Paul Voss                                  | Allemagne                                  | Bora-Argon 18                              | 17                                         |
| 3e                                         | Vegard Breen                               | Norvège                                    | Fortuneo-Vital Concept                     | 15                                         |
| 4e                                         | Jasper Stuyven                             | Belgique                                   | Trek-Segafredo                             | 13                                         |
| 5e                                         | André Greipel                              | Allemagne                                  | Lotto-Soudal                               | 11                                         |
| 6e                                         | Marcel Kittel                              | Allemagne                                  | Etixx-Quick Step                           | 10                                         |
| 7e                                         | Alexander Kristoff                         | Norvège                                    | Katusha                                    | 9                                          |
| 8e                                         | Peter Sagan                                | Slovaquie                                  | Tinkoff                                    | 8                                          |
| 9e                                         | Mark Cavendish                             | Royaume-Uni                                | Dimension Data                             | 7                                          |
| 10e                                        | Jens Debusschere                           | Belgique                                   | Lotto-Soudal                               | 6                                          |
| 11e                                        | Bryan Coquard                              | France                                     | Direct Énergie                             | 5                                          |
| 12e                                        | Michael Matthews                           | Australie                                  | Orica-BikeExchange                         | 4                                          |
| 13e                                        | Gorka Izagirre                             | Espagne                                    | Movistar                                   | 3                                          |
| 14e                                        | Jacopo Guarnieri                           | Italie                                     | Katusha                                    | 2                                          |
| 15e                                        | Winner Anacona                             | Colombie                                   | Movistar                                   | 1                                          |
| modifier                                   |                                            |                                            |                                            |                                            |

| Arrivée d'étape - Cherbourg-en-Cotentin (km 183) | Arrivée d'étape - Cherbourg-en-Cotentin (km 183) | Arrivée d'étape - Cherbourg-en-Cotentin (km 183) | Arrivée d'étape - Cherbourg-en-Cotentin (km 183) | Arrivée d'étape - Cherbourg-en-Cotentin (km 183) |
| ------------------------------------------------ | ------------------------------------------------ | ------------------------------------------------ | ------------------------------------------------ | ------------------------------------------------ |
|                                                  | Coureur                                          | Pays                                             | Équipe                                           | Point(s)                                         |
| 1er                                              | Peter Sagan                                      | Slovaquie                                        | Tinkoff                                          | 50                                               |
| 2e                                               | Julian Alaphilippe                               | France                                           | Etixx-Quick Step                                 | 30                                               |
| 3e                                               | Alejandro Valverde                               | Espagne                                          | Movistar                                         | 20                                               |
| 4e                                               | Daniel Martin                                    | Irlande                                          | Etixx-Quick Step                                 | 18                                               |
| 5e                                               | Michael Matthews                                 | Australie                                        | Orica-BikeExchange                               | 16                                               |
| 6e                                               | Wilco Kelderman                                  | Pays-Bas                                         | Lotto NL-Jumbo                                   | 14                                               |
| 7e                                               | Tony Gallopin                                    | France                                           | Lotto-Soudal                                     | 12                                               |
| 8e                                               | Greg Van Avermaet                                | Belgique                                         | BMC Racing                                       | 10                                               |
| 9e                                               | Bauke Mollema                                    | Pays-Bas                                         | Trek-Segafredo                                   | 8                                                |
| 10e                                              | Christopher Froome                               | Royaume-Uni                                      | Sky                                              | 7                                                |
| 11e                                              | Simon Gerrans                                    | Australie                                        | Orica-BikeExchange                               | 6                                                |
| 12e                                              | Pierre Rolland                                   | France                                           | Cannondale-Drapac                                | 5                                                |
| 13e                                              | Adam Yates                                       | Royaume-Uni                                      | Orica-BikeExchange                               | 4                                                |
| 14e                                              | Warren Barguil                                   | France                                           | Giant-Alpecin                                    | 3                                                |
| 15e                                              | Joaquin Rodríguez Oliver                         | Espagne                                          | Katusha                                          | 2                                                |
| modifier                                         |                                                  |                                                  |                                                  |                                                  |

|   | Coureur            | Pays      | Équipe           | Secondes |
| - | ------------------ | --------- | ---------------- | -------- |
| 1 | Peter Sagan        | Slovaquie | Tinkoff          | 10 s     |
| 2 | Julian Alaphilippe | France    | Etixx-Quick Step | 6 s      |
| 3 | Alejandro Valverde | Espagne   | Movistar         | 4 s      |

### Cols et côtes
| Côte de Torigny-les-Villes (km 10) - 4e catégorie (1,4 km à 5,7%) | Côte de Torigny-les-Villes (km 10) - 4e catégorie (1,4 km à 5,7%) | Côte de Torigny-les-Villes (km 10) - 4e catégorie (1,4 km à 5,7%) | Côte de Torigny-les-Villes (km 10) - 4e catégorie (1,4 km à 5,7%) | Côte de Torigny-les-Villes (km 10) - 4e catégorie (1,4 km à 5,7%) |
| ----------------------------------------------------------------- | ----------------------------------------------------------------- | ----------------------------------------------------------------- | ----------------------------------------------------------------- | ----------------------------------------------------------------- |
|                                                                   | Coureur                                                           | Pays                                                              | Équipe                                                            | Point(s)                                                          |
| 1er                                                               | Vegard Breen                                                      | Norvège                                                           | Fortuneo-Vital Concept                                            | 1                                                                 |
| modifier                                                          |                                                                   |                                                                   |                                                                   |                                                                   |

| Côte de Montabot (km 23) - 4e catégorie (1,9 km à 5%) | Côte de Montabot (km 23) - 4e catégorie (1,9 km à 5%) | Côte de Montabot (km 23) - 4e catégorie (1,9 km à 5%) | Côte de Montabot (km 23) - 4e catégorie (1,9 km à 5%) | Côte de Montabot (km 23) - 4e catégorie (1,9 km à 5%) |
| ----------------------------------------------------- | ----------------------------------------------------- | ----------------------------------------------------- | ----------------------------------------------------- | ----------------------------------------------------- |
|                                                       | Coureur                                               | Pays                                                  | Équipe                                                | Point(s)                                              |
| 1er                                                   | Jasper Stuyven                                        | Belgique                                              | Trek-Segafredo                                        | 1                                                     |
| modifier                                              |                                                       |                                                       |                                                       |                                                       |

| Côte de Montpinchon (km 52) - 4e catégorie (1,2 km à 5,9%) | Côte de Montpinchon (km 52) - 4e catégorie (1,2 km à 5,9%) | Côte de Montpinchon (km 52) - 4e catégorie (1,2 km à 5,9%) | Côte de Montpinchon (km 52) - 4e catégorie (1,2 km à 5,9%) | Côte de Montpinchon (km 52) - 4e catégorie (1,2 km à 5,9%) |
| ---------------------------------------------------------- | ---------------------------------------------------------- | ---------------------------------------------------------- | ---------------------------------------------------------- | ---------------------------------------------------------- |
|                                                            | Coureur                                                    | Pays                                                       | Équipe                                                     | Point(s)                                                   |
| 1er                                                        | Jasper Stuyven                                             | Belgique                                                   | Trek-Segafredo                                             | 1                                                          |
| modifier                                                   |                                                            |                                                            |                                                            |                                                            |

| Côte de La Glacerie (km 181,5) - 3e catégorie (1,9 km à 6,5%) | Côte de La Glacerie (km 181,5) - 3e catégorie (1,9 km à 6,5%) | Côte de La Glacerie (km 181,5) - 3e catégorie (1,9 km à 6,5%) | Côte de La Glacerie (km 181,5) - 3e catégorie (1,9 km à 6,5%) | Côte de La Glacerie (km 181,5) - 3e catégorie (1,9 km à 6,5%) |
| ------------------------------------------------------------- | ------------------------------------------------------------- | ------------------------------------------------------------- | ------------------------------------------------------------- | ------------------------------------------------------------- |
|                                                               | Coureur                                                       | Pays                                                          | Équipe                                                        | Point(s)                                                      |
| 1er                                                           | Jasper Stuyven                                                | Belgique                                                      | Trek-Segafredo                                                | 2                                                             |
| 2e                                                            | Roman Kreuziger                                               | Tchéquie                                                      | Tinkoff                                                       | 1                                                             |
| modifier                                                      |                                                               |                                                               |                                                               |                                                               |

## Classements à l'issue de l'étape

### Classement général
| \| Classement général \| Classement général \| Classement général \| Classement général \| Classement général \| \| Coureur \| Coureur \| Pays \| Équipe \| Temps \| \| ------------------ \| ------------------ \| ------------------ \| ------------------ \| ------------------ \| \| 1er \| Peter Sagan \| Slovaquie \| Tinkoff \| 8 h 34 min 42 s \| \| 2e \| Julian Alaphilippe \| France \| Etixx-Quick Step \| + 8 s \| \| 3e \| Alejandro Valverde \| Espagne \| Movistar Team \| + 10 s \| \| 4e \| Warren Barguil \| France \| Giant-Alpecin \| + 14 s \| \| 5e \| Christopher Froome \| Royaume-Uni \| Team Sky \| + 14 s \| \| 6e \| Greg Van Avermaet \| Belgique \| BMC Racing Team \| + 14 s \| \| 7e \| Nairo Quintana \| Colombie \| Movistar Team \| + 14 s \| \| 8e \| Roman Kreuziger \| Tchéquie \| Tinkoff \| + 14 s \| \| 9e \| Simon Gerrans \| Australie \| Orica-BikeExchange \| + 14 s \| \| 10e \| Dan Martin \| Irlande \| Etixx-Quick Step \| + 14 s \| |                    |             |                    |                 |
| |                    |             |                    |                 |
| Source : ProCyclingStats |                    |             |                    |                 |
| Classement général |                    |             |                    |                 |
| Coureur | Coureur            | Pays        | Équipe             | Temps           |
| 1er | Peter Sagan        | Slovaquie   | Tinkoff            | 8 h 34 min 42 s |
| 2e | Julian Alaphilippe | France      | Etixx-Quick Step   | + 8 s           |
| 3e | Alejandro Valverde | Espagne     | Movistar Team      | + 10 s          |
| 4e | Warren Barguil     | France      | Giant-Alpecin      | + 14 s          |
| 5e | Christopher Froome | Royaume-Uni | Team Sky           | + 14 s          |
| 6e | Greg Van Avermaet  | Belgique    | BMC Racing Team    | + 14 s          |
| 7e | Nairo Quintana     | Colombie    | Movistar Team      | + 14 s          |
| 8e | Roman Kreuziger    | Tchéquie    | Tinkoff            | + 14 s          |
| 9e | Simon Gerrans      | Australie   | Orica-BikeExchange | + 14 s          |
| 10e | Dan Martin         | Irlande     | Etixx-Quick Step   | + 14 s          |

### Classement par points
| Classement par points | Classement par points | Classement par points | Classement par points | Classement par points |
| --------------------- | --------------------- | --------------------- | --------------------- | --------------------- |
|                       | Coureur               | Pays                  | Équipe                | Point(s)              |
| 1er                   | Peter Sagan           | Slovaquie             | Tinkoff               | 87 points             |
| 2e                    | Mark Cavendish        | Royaume-Uni           | Dimension Data        | 63 pts                |
| 3e                    | Marcel Kittel         | Allemagne             | Etixx-Quick Step      | 50 pts                |
| 4e                    | André Greipel         | Allemagne             | Lotto-Soudal          | 40 pts                |
| 5e                    | Julian Alaphilippe    | France                | Etixx-Quick Step      | 33 pts                |
| 6e                    | Bryan Coquard         | France                | Direct Énergie        | 25 pts                |
| 7e                    | Alexander Kristoff    | Norvège               | Katusha               | 21 pts                |
| 8e                    | Cesare Benedetti      | Italie                | Bora-Argon 18         | 20 pts                |
| 9e                    | Leigh Howard          | Australie             | IAM                   | 20 pts                |
| 10e                   | Alejandro Valverde    | Espagne               | Movistar              | 20 pts                |
| modifier              |                       |                       |                       |                       |

### Classement du meilleur grimpeur
| Classement du meilleur grimpeur | Classement du meilleur grimpeur | Classement du meilleur grimpeur | Classement du meilleur grimpeur | Classement du meilleur grimpeur |
| ------------------------------- | ------------------------------- | ------------------------------- | ------------------------------- | ------------------------------- |
|                                 | Coureur                         | Pays                            | Équipe                          | Point(s)                        |
| 1er                             | Jasper Stuyven                  | Belgique                        | Trek-Segafredo                  | 4 points                        |
| 2e                              | Paul Voss                       | Allemagne                       | Bora-Argon 18                   | 2 pts                           |
| 3e                              | Vegard Breen                    | Norvège                         | Fortuneo-Vital Concept          | 1 pt                            |
| 4e                              | Roman Kreuziger                 | Tchéquie                        | Tinkoff                         | 1 pt                            |
| modifier                        |                                 |                                 |                                 |                                 |

### Classement du meilleur jeune
| Classement général du meilleur jeune | Classement général du meilleur jeune | Classement général du meilleur jeune | Classement général du meilleur jeune | Classement général du meilleur jeune |
|                                      | Coureur                              | Pays                                 | Équipe                               | Temps                                |
| ------------------------------------ | ------------------------------------ | ------------------------------------ | ------------------------------------ | ------------------------------------ |
| 1er                                  | Julian Alaphilippe                   | France                               | Etixx-Quick Step                     | en 8 h 34 min 50 s                   |
| 2e                                   | Warren Barguil                       | France                               | Giant-Alpecin                        | + 6 s                                |
| 3e                                   | Wilco Kelderman                      | Pays-Bas                             | Lotto NL-Jumbo                       | + 6 s                                |
| 4e                                   | Adam Yates                           | Royaume-Uni                          | Orica-BikeExchange                   | + 6 s                                |
| 5e                                   | Louis Meintjes                       | Afrique du Sud                       | Lampre-Merida                        | + 17 s                               |
| modifier                             |                                      |                                      |                                      |                                      |

### Classement par équipes
| Classement par équipes | Classement par équipes | Classement par équipes | Classement par équipes |
|                        | Équipe                 | Pays                   | Temps                  |
| ---------------------- | ---------------------- | ---------------------- | ---------------------- |
| 1re                    | Orica-BikeExchange     | Australie              | en 25 h 44 min 48 s    |
| 2e                     | Sky                    | Royaume-Uni            | m.t.                   |
| 3e                     | Movistar               | Espagne                | + 21 s                 |
| 4e                     | FDJ                    | France                 | + 22 s                 |
| 5e                     | Astana                 | Kazakhstan             | + 26 s                 |
| modifier               |                        |                        |                        |